# Мало појачај радио
Мало појачај радио је четврти албум Здравка Чолића. Издат је 1981. године. Издавачка кућа је Југотон а продуцент је Корнелије Ковач.

## Песме
01. Мађарица
Музика: Корнелије Ковач, Горан Бреговић
Текст: Ђорђе Балашевић, Горан Бреговић
Аранжман: Корнелије Ковач, Горан Бреговић
02. Сједни ми у крило
Музика: Корнелије Ковач, Горан Бреговић
Текст: Марина Туцаковић, Горан Бреговић
Аранжман: Корнелије Ковач, Горан Бреговић
03. Збогом Ивана
Музика: Корнелије Ковач, Горан Бреговић
Текст: Горан Бреговић
Аранжман: Корнелије Ковач, Горан Бреговић
04. Адам и Ева
Музика: Корнелије Ковач, Горан Бреговић
Текст: Ивица Пињух, Горан Бреговић
Аранжман: Корнелије Ковач, Горан Бреговић
05. Рођенданска пјесма
Музика: Корнелије Ковач, Горан Бреговић
Текст: Горан Бреговић
Аранжман: Корнелије Ковач, Горан Бреговић
06. Мало појачај радио
Музика: Корнелије Ковач, Горан Бреговић
Текст: Горан Бреговић
Аранжман: Корнелије Ковач, Горан Бреговић
07. Што си препотентна
Музика: Здравко Чолић
Текст: Марина Туцаковић, Горан Бреговић
Аранжман: Корнелије Ковач, Горан Бреговић
08. Нове лаковане ципелице
Музика: Ђорђе Новковић
Текст: Горан Бреговић
Аранжман: Корнелије Ковач, Горан Бреговић
09. Октобар је, почиње сезона киша
Музика: Корнелије Ковач, Горан Бреговић, Здравко Чолић
Текст: Горан Бреговић
Аранжман: Корнелије Ковач, Горан Бреговић
10. Кажеш да ти некад изгледам к’о Дунав
Музика: Корнелије Ковач
Текст: Ђорђе Балашевић
Аранжман: Корнелије Ковач, Горан Бреговић

## Топ листе

### Недељна листа
| Листа           | Највиша позиција |
| --------------- | ---------------- |
| Радио ТВ ревија | 10               |

## Обрада
- 9. октобар је, почиње сезона киша /Toto – Hold the line (1978)/[5]